# Jeton britannique
 (septembre 2020).
Si vous disposez d'ouvrages ou d'articles de référence ou si vous connaissez des sites web de qualité traitant du thème abordé ici, merci de compléter l'article en donnant les références utiles à sa vérifiabilité et en les liant à la section « Notes et références ».
Pour les articles homonymes, voir Jeton (homonymie).
Un jeton (token en anglais) était une pièce non officielle utilisée comme succédané de monnaie officielle, lorsqu'une quantité insuffisante de pièces d'argent et de cuivre de faible valeur étaient émises pour l'usage courant par la Royal Mint. C'était normalement un « disque » ayant l'apparence de monnaie, généralement en bronze, cuivre ou argent comportant le nom de l'émetteur qui leur donnait une valeur, étant entendu qu'il pouvait être remboursé à la demande contre de la monnaie royale.
Cette dernière condition est primordiale : le véritable jeton, pour remplir son rôle économique, répondait à certains impératifs : il devait comporter sa contre-valeur d'échange, l'autorité locale, le nom de l'industriel ou du commerçant émetteur, et l'adresse à laquelle il pouvait être échangé, ainsi que l'engagement de le payer.
Il existait des boîtes compartimentées dans lesquelles les détenteurs les groupaient par émetteurs jusqu'à en avoir une quantité suffisante pour permettre l'échange.
Un système aussi diffus ne pouvait manquer d'évoluer dans le temps : dans un sens par une certaine officialisation avec les jetons de banque du XIXe siècle ; dans le sens contraire avec leur exploitation par des aigrefins qui se gardèrent bien de promettre le remboursement, ce qui ne les empêcha nullement de circuler, tant était grand le besoin de monnaie divisionnaire.
Les Îles Britanniques souffrirent en effet durant plusieurs siècles d'une pénurie endémique de monnaie, à peu près acceptable en période de stagnation, mais devenant intolérable aux époques d'expansion comme en connut le Royaume-Uni à partir du XVIIe siècle. Devant la carence du pouvoir royal et du Parlement, il fallut bien que chacun se débrouille.
Les souverains britanniques répugnèrent toujours à s'occuper des monnaies en métal vil, considérant que seuls l'or et l'argent étaient dignes de recevoir leur effigie ou tout au moins leur aval. Tant que les petites valeurs purent normalement être frappées en argent, il n'y eut guère de problèmes, mais il s‘en posa lorsque, de dévaluations en dévaluations, elles furent devenues si minuscules qu'elles s‘avérèrent inutilisables.
Depuis longtemps, la Magna Charta avait limité les pouvoirs du souverain au profit des collectivités et favorisé une décentralisation de la gestion du pays qui existe encore actuellement. L'individualisme et le caractère industrieux des fabricants et commerçants, le souci du « bien public » des autorités locales, le pragmatisme général firent que nul ne vit d'inconvénients à une prolifération de monnaies particulières qui eut été impensable en France, même si périodiquement les souverains et le Parlement cherchèrent à réagir, en général avec un succès limité.

## Historique
Si l'on excepte une courte apparition en Irlande de 1728 à 1736, due à la faillite du monnayage concédé à William Wood, trois périodes principales sont à distinguer dans l'histoire des jetons :
– XVIIe siècle, de 1648 à 1672 ;
– XVIIIe siècle, de 1754 à 1797 ;
– début du XIXe siècle, de 1804 à 1816.

### XVIIesiècle
À la fin du règne de la reine Élisabeth Ire, la plus petite pièce, le demi-penny d'argent, ne pesait plus que quatre grains (0,26 gr) ; autant dire qu'il s'en perdait autant qu'il s'en utilisait, ce qui mécontentait la population. Son successeur Jacques Ier se refusa à frapper lui-même des pièces de dimension raisonnable en cuivre et concéda la fabrication ; son successeur Charles Ier en fit de même. Tous les concessionnaires s'empressèrent de faire une si mauvaise qualité et des farthings si petits (ceux de lord Harrington en arrivèrent à ne peser que trois grains (O gr. 195)) que le Parlement annula toute concession à partir de 1644. Les prérogatives royales furent interrompues par l'exécution de Charles Ier en 1649.
C'est à cette période que certains commerçants se mirent à émettre les premiers jetons, en général des farthings. Très rapidement, à partir de 1648, tout le monde s'y mit. Aucune monnaie de cuivre n'ayant été frappée durant le Commonwealth, les émetteurs furent :
– les commerçants et les artisans ;
– les corporations ;
– les autorités locales,
suivant les lieux, les émissions étaient faites sous la responsabilité du Mayor du Town Council, du marguillier, du « porte-épée », du grand bailli, du chambellan ou du trésorier;
– les bureaux de bienfaisance et les hospices enfin, qui jouèrent toujours un grand rôle dans l'histoire des jetons ; en effet, depuis l'abolition des monastères par Henri VIII, les pauvres n'étaient plus secourus et les municipalités avaient dû les prendre en charge et elles trouvèrent dans ces émissions un moyen de « fluidifier » leurs finances.
De 1648 à 1672, il se produisit une floraison extraordinaire de jetons : on dénombre quelque neuf à dix mille émetteurs, chacun pouvant en avoir produit plusieurs variétés ; limités à l'origine aux farthings, il se frappa également une grande quantité de demi—pennies, mais peu de pennies, cantonnés dans le nord et chez les pubs londoniens.
Ils étaient généralement ronds, mais plusieurs formes furent utilisées : carrés, losanges, hexagones, octogones ; il y en eut même en forme de cœurs.
Les motifs étaient à la discrétion de chacun ; suivant les émetteurs, on trouvait une évocation du métier et de ses outils, les armes de la corporation, celles de l'autorité locale, une vue de la ville, des bâtiments, le port, des bateaux ou une représentation de l'hospice, tout ceci complété par des inscriptions allant de la qualité de l'émetteur à une devise morale, telle « souvenez—vous des pauvres ».
Les coins étaient souvent exécutés par d'anciens graveurs de la Royal Mint, ce qui, à travers la multiplicité des motifs, apportait une certaine unité de style.
Il existait de nombreux ateliers de frappe, mais certains émetteurs se chargeaient eux—mêmes de leur fabrication avec un matériel assez bricolé. La production la plus importante et la meilleure qualité provenaient des ateliers londoniens ; bénéficiant de bons réseaux commerciaux, ils fournirent une grande partie du territoire ; seuls le Pays de Galles et le Nord de l'Angleterre se contentèrent d'une qualité bien inférieure et de motifs rudimentaires.
Lorsque, en 1672, le roi Charles II se décida à faire frapper sous sa propre autorité les premiers farthings et demi pennies en cuivre, l'utilisation des jetons cessa aussi brusquement qu'elle était apparue, preuve qu'il s'était agi, non d'un mouvement d'indiscipline, mais d'un besoin réel.
« Les jetons passèrent lentement des mains des commerçants dans celles des numismates ».
En effet, la qualité et la diversité des motifs et des inscriptions, la multiplicité des thèmes et des activités représentés font des jetons du XVIIe siècle un véritable album de la vie publique dont les historiens n'ont pas encore épuisé les renseignements : tout, ou à peu près tout, peut y être trouvé : renseignements sur les métiers et leurs instruments, reproductions de monuments aujourd'hui disparus, informations sur l'organisation régionale ou locale, disposition des tavernes existant encore aujourd'hui, notabilités du temps et même orthographe des noms de lieux ou de personne permettant d'en déduire la prononciation,

### XVIIIesiècle
Le retour des jetons à la fin du XVIIIe siècle se produisit dans des circonstances différentes de celles de leur naissance. Ils avaient disparu à la suite d'émissions royales, mais les souverains agissant à contre cœur, la production ne fut jamais très abondante et cessa en 1754, pour ne reprendre que sporadiquement, entre 1770 et 1779.
Si donc les monnaies divisionnaires étaient relativement rares, elles n'étaient pas absentes et les commerçants n'éprouvaient pas le besoin de recommencer l‘expérience du XVIIe siècle. Il n'en fut pas de même d'aigrefins qui jetèrent sur le marché beaucoup d'imitations de pièces royales plus ou moins réussies et qui différaient suffisamment des originaux pour éviter l'accusation de faux monnayage. L'avers comportait en général une effigie du souverain et le revers très souvent Britannia, accompagnée de légendes contrefaites telles GEORGUIS III RUX ou BONNY GIRL.
Devant un tel envahissement — on l'estime à 60 % du monnayage divisionnaire en circulation — les commerçants finirent par se lasser et se remirent à émettre des jetons mieux faits, et de poids analogue aux monnaies royales, qui supplantèrent rapidement les imitations.
C'est là qu'intervint un personnage hors du commun qui, à force d'astuce et d'opiniâtreté, révolutionna le monnayage anglais. Matthew Boulton, propriétaire d'une petite usine de Soho, dans la banlieue de Birmingham, entreprit avec son associé James Watt (devenu célèbre grâce à l'unité de mesure qui porte son nom) la modernisation de son atelier en lui appliquant la force nouvelle de la vapeur, en particulier à la fabrication des pièces.
En cette période d'expansion économique, Boulton était gêné et scandalisé par l'incapacité de la Royal Mint à remplir son rôle, et par la profusion de fausses monnaies qui en résultait. Il réfléchit à la façon de fabriquer, grâce à la puissance de la vapeur, des pièces impossibles à imiter, et proposa son procédé à la Royal Mint, joignant ainsi sa passion du « bien public » et les intérêts bien compris de son entreprise. Sa méthode reposait sur quatre principes :
– frapper des pièces dont le poids de métal correspondait à leur valeur nominale, interdisant par là même aux faussaires de faire des bénéfices ;
– appliquer la force de la vapeur qui accélérait la production et procurait par l'automatisation une identité de pièces impossible par d'autres procédés ;
– utiliser des presses à viroles permettant des bords nets marqués ou non mais permettant de distinguer « ses » pièces. Des essais de viroles segmentées inventées par J.-P. Droz n‘aboutirent pas et il dut mettre au point son propre procédé ;
– frapper des pièces aux motifs caractéristiques, mais de peu de relief, ne dépassant pas l'épaisseur du pourtour ; on pouvait ainsi facilement les contrôler à l'aide d’une jauge pour détecter les faux trop ou trop peu épais ; en outre, les pièces seraient d'un empilage aisé.
Boulton offrit ses services au Parlement en 1787 ; ce fut le début d'interminables tractations, ni la Royal Mint, ni les responsables financiers tenant à s'associer à un homme aussi inventif et entreprenant qui proposait de fabriquer ses pièces pour moitié du prix de revient du moment. Ce n'est qu'en 1797 qu'il reçut commande, mais, comme il avait vu à temps évoluer la situation et avait entrepris la fabrication, il livra ses cinq cents tonnes avec une rapidité qui sidéra tout le monde.
Mais, entretemps, il avait bien fallu faire tourner l'usine et c'est grâce aux jetons qu'il y parvint. Exploitant la méfiance des gens envers les pièces fausses, il fut à l'origine de la renaissance des jetons qui inspirèrent une confiance immédiate grâce à leur poids et à la quasi-perfection de leur fabrication. Cela lui permit de tranquillement mettre au point son procédé et il ne recula devant rien pour obtenir une bonne présentation, employant des graveurs en renom, tels Jean-Pierre Droz et C.H. Kuchler
Sa première livraison fut, en 1787 pour la Parys Mine C° d'Anglesey, qui fut suivie de beaucoup d'autres jusqu'en 1794 ; toutes comportaient à l'avers un druide devenu célèbre et au revers le monogramme P M C. Mais son meilleur client fut son grand ami John Wilkinson, métallurgiste de Birmingham, célèbre fabricant de sabres de l'armée des Indes et dont les descendants se sont reconvertis dans la lame de rasoir ! On ne dénombre pas moins de 240 types de « Wi1leys » qui tous comportent à l'avers le profil compassé du maître de forges et au revers des motifs variés : Vulcain, ouvrier ou outils : nous avons là le parfait exemple de jetons commerciaux utilisés par leur émetteur pour sa publicité personnelle et celle de son entreprise.
Bien entendu, les concurrents de Boulton cherchèrent à imiter ses fabrications, mais en général sans arriver à faire une qualité égale.
Les jetons du XVIIIe siècle offrent le même intérêt que ceux du XVIIe avec en outre une bien meilleure qualité de fabrication. On y découvre un panorama complet de la révolution industrielle de ce temps : 
– son environnement immobilier, avec des bâtiments de fabriques dont certains existent encore aujourd'hui ;
– ses procédés de fabrication et d'exploitation, machines et outils. Un jeton de ce type, frappé en 1792 par la Coalbroak Dale Iron C° qu'A. Moyaux considère comme étant le premier exemple de numismatique ferroviaire, représente, au revers, la machine fixe servant à tracter des wagons de charbon ou, selon une autre thèse, des péniches.
– le désir de publicité des corporations et des chefs d'industrie ; nous avons vu que certains de ceux—ci trouvaient normal d'immortaliser leurs traits au même titre que celui de leur souverain.
– le désir des comtés et des villes de permettre à la monnaie de suivre l'explosion industrielle et qui en profitaient pour glisser leurs grands hommes et leurs saints patrons.
– le désir enfin de promouvoir une rigueur morale bien commode pour susciter une discipline civique sans laquelle il n'y aurait pas de profits collectifs, et bien entendu individuels !
Lorsque, après dix ans de tractations et d'intrigues, Boulton reçut enfin son contrat du Parlement, ses livraisons furent si rapides et de si bonne qualité qu'une nouvelle fois, les jetons disparurent à peu près instantanément ; tout fait penser que les Britanniques, instruits par l'expérience, les mirent de côté pour éventuellement s'en resservir en cas de besoin.
Les théories de Boulton comportaient en effet un risque : à vouloir donner aux pièces une valeur réelle proche de leur valeur nominale, on était à la merci d'une hausse du cuivre ; un simple calcul permet de s'en persuader : au poids d'une once (28,35 g), on pouvait frapper - sans compter les pertes - 35 838 pennies dans une·tonne (1 016 kg) de métal. Or en 1797, la tonne de cuivre valait 105 livres, soit 25 200 pennies ; le métal entrait donc pour plus de 70 % dans le prix de revient de la pièce et il restait juste un peu plus d'un farthing pour les salaires, les amortissements, les frais généraux, et pour procurer à Boulton un bénéfice qui néanmoins, si l'on en croit les rumeurs du temps, fut particulièrement coquet.

### XIXesiècle
Ce fragile équilibre ne dura pas longtemps ; les cartwheel pennies de 1797 furent suivis en 1799 de pièces moins pesantes, après quoi la hausse du cuivre, qui devait atteindre 200 livres en 1808, du fait de l'expansion industrielle et des guerres napoléoniennes, interrompit toute émission de pennies dont le simple prix de métal se serait élevé à 1,34 penny ! Et pour comble de malheur, la refonte des cartwheels par des particuliers devint une affaire juteuse qui fit se raréfier la monnaie au moment où l'on en avait le plus besoin.
La situation se compliqua d'une pénurie de pièces d'argent dont l'émission par la Royal Mint était devenue très sporadique depuis 1758. Un premier palliatif consiste à contremarquer des « dollars » (pièces de huit réaux espagnols) du poinçon de la Goldsmith's Company (la corporation des orfèvres) à la contrevaleur de 4 sh.9 d.
Alors, suivant un processus désormais bien établi, chacun se débrouilla et les jetons réapparurent, en argent ou en cuivre.

#### Jetons d'argent
La Banque d'Angleterre, qui avait contremarqué les "dollars" entreprit en 1804 l'émission de ses propres jetons de banque en refrappant trois millions de pièces espagnoles, prises de guerre. Leur refrappe en fut confiée à l'inévitable Boulton et ils furent échangés, au taux de 5 sh. contre les pièces qu'elle avait elle—même contremarquées à celui de 4 sh. 9 d. : une brillante affaire !
Là encore, l'accaparement dû à la hausse de l'argent contrecarra l'opération.
On vit alors apparaître de nombreux jetons, émis par des banques privées, des industriels, des négociants et même des hospices, et le Parlement, par nécessité, fut obligé d'en autoriser la circulation. En Écosse, on préféra l'utilisation directe de « dollars » entiers ou recoupés en deux ou en quatre et contremarqués.
Les jetons d'argent étaient frappés à différentes valeurs, allant de six pence à cinq shillings. On y retrouve des motifs analogues à ceux de cuivre, parfois très finement gravés.
En 1813, un acte du Parlement interdit la circulation des jetons privés et seule la Banque d'Angleterre continua à en émettre jusqu'en 1816, mais ils ne comportèrent plus qu'un taux d'argent inférieur à leur valeur nominale.
En 1816, la Royal Mint qui n'avait, au cours des années précédentes, frappé que des pièces d'or, fut réorganisée, équipée des machines de Boulton et reprit la fabrication des pièces d'argent. Leur taux de métal était inférieur à leur valeur nominale, mais il resta inchangé jusqu'à leur disparition plus d'un siècle plus tard.

#### Jetons de cuivre
La disparition des cartfwheel pennies avait entraîné une grande pénurie monétaire. On vit donc réapparaître les jetons du XVIIIe siècle, soit réels, soit imités, ce qui n'arrangea guère les entreprises qui, trente ans auparavant, avaient promis le remboursement.
À partir de 1811, les industriels et les commerçants reprirent leurs émissions, une fois de plus réalisées dans la région de Birmingham. S'agissant le plus souvent de pennies, plus en rapport avec le niveau des prix, et donc de dimension plus importante, ils offrirent plus d'espace aux motifs, du même type que ceux du XVIIIe siècle (Fig. 13); on vit en outre apparaître de nouvelles célébrités contemporaines ou antiques ou, comme dans le Middlesex en particulier, des animaux de tous genres : lions, kangourous, zèbres, perroquets, moutons.
À cette époque, un certain nombre de jetons furent frappés pour l'usage sur les bateaux de la marine royale ou de commerce ; on les retrouva en circulation dans les différentes possessions britanniques qui avaient également des problèmes de pénurie monétaire. Un exemple rare, mais assez célèbre est à l'effigie de Horatio Nelson, entouré de sa proclamation lapidaire à la veille de la bataille de Trafalgar : « England Expects Every Man To Do His Duty » (« L'Angleterre attend de chaque homme qu'il fasse son devoir ») ; le revers représente le Victory, tourné vers la France, comme il se doit...
Là encore, le Parlement fut dans l'obligation de laisser faire jusqu'au moment où certains, après avoir réalisé une petite fortune, refusèrent le remboursement. Profitant de la réorganisation de la Royal Mint, il déclara en 1817 les jetons de cuivre illégaux, comme il l'avait fait en 1816 pour ceux d'argent, faisant toutefois deux exceptions pour les hospices de Birmingham et de Sheffield, dont les jetons circulèrent jusqu'en 1820 et 1823. Et les jetons reprirent le chemin des collections.

#### Jetons d'outre-mer
Curieusement, c'est à l'époque où les jetons disparaissaient en Grande-Bretagne qu'ils prirent leur plus grand essor dans les nombreuses possessions britanniques ; lorsque nécessité faisait loi, le Parlement de Westminster était trop loin pour faire respecter ses volontés.
Depuis longtemps, lorsque la métropole oubliait d'alimenter ses colonies en numéraire, les habitants avaient pris l'habitude de se débrouiller par eux-mêmes, mais jamais les jetons ne furent aussi nombreux que durant tout le XIXe siècle et parfois même jusqu'à la guerre de 1914-1918. Du plus grand Dominion à l'île la plus perdue, ils furent utilisés dans plus de trente-cinq territoires et ce, sans compter ceux ou les grandes compagnies commerciales avaient reçu licence royale de battre monnaie.
Certains territoires firent un large usage des jetons commerciaux, tels l'Australie (214 variétés de 1835 à 1863) et la colonie du Cap (597 variétés entre 1814 et la création de l'Union Sud Africaine en 1910). Par contre si l'on en répertorie 150 variétés à Ceylan, l'Inde, malgré son immensité et ses milliards de pièces émises ne connut jamais aucun jeton, du fait de la multiplicité des autorités habilitées à battre monnaie : gouvernement central, East India C° et ses différentes Presidencies, États indigènes et leurs nombreux feudataires.
Les jetons étaient le plus souvent frappés hors du territoire et là encore, Boulton fit de bons bénéfices, alors qu'il eut parfois été plus simple pour les autorités britanniques de faire parvenir aux possessions lointaines des monnaies royales même sortis des mêmes ateliers. En outre, lors de l'interdiction de 1817, des tonnes de jetons furent expédiées vers les colonies.
Il est intéressant de se pencher sur le cas du Canada qui fut probablement l'utilisateur de jetons le plus important. Comme beaucoup de territoires d'outre—mer, il a une histoire monétaire horriblement compliquée, due à une pénurie endémique de moyens d'échange, aux changements de souveraineté, et aux rattachements successifs à la Confédération ; un nombre invraisemblable de monnaies s'y échangèrent, des Louis, Dollars, Réaux au monnaies de cartes et aux wampums. Au milieu de tout cela, la monnaie divisionnaire fut souvent composée de jetons de différentes espèces - les jetons de banque émis par la Banque de Montréal, puis du Haut-Canada sortes de jetons officiels de un penny (deux sous) et Half penny (un sou)
- les jetons « semi officiels » émis avec l'autorisation des autorités des provinces non encore rattachées à la Confédération, libellés uniquement en monnaie anglaise.
- les jetons commerciaux émis par des importateurs, des corporations ou des particuliers. À cette époque, les liaisons étaient malaisées et chaque groupe humain devait souvent s'organiser en autarcie plus ou moins complète ce qui aboutissait à des résultats parfois particuliers sur le plan monétaire : propagande politique ou corporative, les motifs divers se bornant le plus souvent à des bateaux ou à des célébrités locales (Capitaine Broke) ou nationales (Sir Isaac Brook). Il est curieux de constater que, si les provinces qui regroupent les Acadiens (Nouvelle-Écosse, Nouveau-Brunswick, Île-du-Prince-Édouard) furent très prolifiques et imaginatives, il est impossible d'y trouver un seul jeton d’inspiration ou de rédaction française.

Parmi l'énorme masse de jetons canadiens, on ne peut pas ne pas citer ceux émis par la North West C° (Cie de la Baie d'Hudson) dont l'unité monétaire était, non pas le penny ni le sou, mais tout simplement la peau de castor : il exista des jetons d'un castor, d'un demi, d'un quart et d'un huitième de castor ; les Indiens auxquels ils étaient destinés ne les appréciaient guère car ils les perdaient trop facilement.
L'utilisation des jetons s'estompa au fur et à mesure que les provinces adhéraient à la Confédération et qu'un monnayage sérieux se mettait en place.

## Conclusions
Les jetons ne sont certes pas les seuls cas de monnaies de nécessité de par le monde, mais la longévité et l'importance du phénomène qu'ils représentent inspirent deux conclusions. Tout d'abord, ils marquent assez bien les limites de l'autorité du souverain, lorsque ce dernier ne répond plus aux besoins de ses sujets. Mais surtout, ils constituent le cas assez rare, sinon unique, d'avoir été de tous temps et en toutes circonstances illégaux ou à tout le moins illégitimes et d'être devenus malgré cela une solide institution du monde britannique.
Aussi solide, pourrait—on dire, qu'une autre institution célèbre : les pubs dont les enseignes firent toujours appel aux mêmes motifs que les jetons : "Rose and Crown" et autres armes, visages du souverain et des célébrités locales ou nationales, monuments, métiers, etc.
Il existe cependant une différence : alors que les moyens actuels de production monétaire rendent impensable la réapparition des jetons, nous ne sommes pas près de voir disparaître les·pubs...